# Ermīs Aradippou 2014-2015
Questa voce raccoglie le informazioni riguardanti l'Ermīs Aradippou nelle competizioni ufficiali della stagione 2014-2015.

## Rosa
Fonte: 
| N. |                               | Ruolo | Calciatore             |
| -- | ----------------------------- | ----- | ---------------------- |
|    | Macedonia del Nord (bandiera) | P     | Martin Bogatinov       |
|    | Cipro (bandiera)              | P     | Athos Chrysostomou     |
|    | Cipro (bandiera)              | P     | Stylianos Konstantinou |
|    | Cipro (bandiera)              | P     | Dimitris Stylianou     |
|    | Ghana (bandiera)              | D     | Daniel Addo            |
|    | Portogallo (bandiera)         | D     | China                  |
|    | Cipro (bandiera)              | D     | Martinos Christofī     |
|    | Cipro (bandiera)              | D     | Anastasis Demetriou    |
|    | Cipro (bandiera)              | D     | Stelios Dīmītriou      |
|    | Ruanda (bandiera)             | D     | Edwin Ouon             |
|    | Brasile (bandiera)            | D     | Paulinho               |
|    | Capo Verde (bandiera)         | D     | Paulo Pina             |
|    | Portogallo (bandiera)         | D     | Pina                   |
|    | Cipro (bandiera)              | D     | Konstantinos Samaras   |
|    | Portogallo (bandiera)         | D     | Toni                   |
|    | Serbia (bandiera)             | D     | Dragan Žarković        |
|    | Cipro (bandiera)              | C     | Anastasios Andreou     |
|    | Francia (bandiera)            | C     | Matthieu Bemba         |

| N. |                               | Ruolo | Calciatore            |
| -- | ----------------------------- | ----- | --------------------- |
|    | Brasile (bandiera)            | C     | Bruno Turco           |
|    | Spagna (bandiera)             | C     | Luis Morán            |
|    | Portogallo (bandiera)         | C     | Manú                  |
|    | Brasile (bandiera)            | C     | Marcos de Azevedo     |
|    | Cipro (bandiera)              | C     | Panagiotis Onisiforou |
|    | Ghana (bandiera)              | C     | Moustapha Quaynor     |
|    | Grecia (bandiera)             | C     | Giannīs Taralidīs     |
|    | Cipro (bandiera)              | C     | Giōrgos Tofas         |
|    | Paraguay (bandiera)           | A     | Aldo Adorno           |
|    | Cipro (bandiera)              | A     | Nicholas Alexiou      |
|    | Ghana (bandiera)              | A     | Glenn Gabriel         |
|    | Macedonia del Nord (bandiera) | A     | Besart Ibraimi        |
|    | Georgia (bandiera)            | A     | Giorgi Iluridze       |
|    | Francia (bandiera)            | A     | Yannick Kamanan       |
|    | Cipro (bandiera)              | A     | Georgios Katsiati     |
|    | Cipro (bandiera)              | A     | Petros Kourou         |
|    | Nigeria (bandiera)            | A     | Ifeanyi Onyilo        |
|    | Cipro (bandiera)              | A     | Andreas Papathanasiou |